# Estação Chacao
A Estação Chacao é uma das estações do Metrô de Caracas, situada no município de Chacao, entre a Estação Chacaíto e a Estação Altamira. Administrada pela C. A. Metro de Caracas, faz parte da Linha 1.
Foi inaugurada em 23 de abril de 1988. Localiza-se na Avenida Francisco de Miranda. Atende a paróquia de Chacao.